# Chad Shelton
Chad Shelton (Orange, 1970) è un tenore statunitense; legato in particolare alla Houston Grand Opera (HGO), Shelton ha eccelso nelle rappresentazioni di opere americane contemporanee e nelle opere di Wolfgang Amadeus Mozart e Giuseppe Verdi. È apparso in numerose anteprime mondiali con la HGO, tra cui Laurie in Little Women di Mark Adamo (1998), Nico in Lysistrata di Adamo (2005) e Ulises in Salsipuedes: a Tale of Love, War and Anchovies (2004) di Daniel Catán (2004), tra le altre. Ha anche cantato il ruolo del generale di brigata Edward Porter Alexander nella prima mondiale di Appomattox di Philip Glass alla San Francisco Opera (2007).
È apparso con numerose compagnie d'opera negli Stati Uniti, in Europa e in Australia. I suoi ruoli distintivi comprendono Ferrando nel Così fan tutte di Mozart, Tamino ne Il flauto magico di Mozart, Don Jose nella Carmen di Georges Bizet, Alfredo ne La traviata di Verdi. Più recentemente il Duca di Mantova nel Rigoletto di Verdi. Ha effettuato numerose registrazioni con l'Orchestra del Minnesota e si è esibito con numerose orchestre negli Stati Uniti.

## Biografia

### Formazione e inizio carriera
Shelton ha studiato canto con Robert Grayson alla Louisiana State University e poi alla Yale University a livello universitario. Ha fatto il suo debutto operistico professionale nel 1994 mentre era ancora alla LSU come Tamino in Il flauto magico di Wolfgang Amadeus Mozart con la Baton Rouge Opera. Nello stesso anno ha interpretato i ruoli di Frederic in I pirati di Penzance, il secondo compositore in The Great Waltz e il secondo cameriere in Giuditta con la Ohio Light Opera. Nel 1995 ha cantato il ruolo di Dino nella prima mondiale de The Padrone di George Chadwick con la Waterbury Symphony alla Thomaston Opera House.
Nel 1997 cantò il ruolo di Alfredo nella produzione dell'Università di Yale de La traviata di Giuseppe Verdi. Nello stesso anno è stato insignito della Richard F. Gold Career Grant dalla Fondazione Shoshana ed è diventato membro del Young Artist Program alla Central City Opera, dove ha debuttato nel ruolo di Hayes in Susannah di Carlisle Floyd. Vi tornò nel 1998 per cantare i ruoli del reverendo Paris in The Crucible di Robert Ward e Cavaradossi in Tosca. È entrato a far parte del programma per giovani artisti della Wolf Trap Opera Company per l'estate del 1999, esibendosi nei ruoli di Tom Rakewell in The Rake's Progress, il sommo sacerdote di Nettuno in Idomeneo e Monostatos in Il flauto magico. Nello stesso anno ha cantato il ruolo di Laërte nell'Amleto di Ambroise Thomas con la Washington Concert Opera. Nel 2000 ha ricevuto una Richard Tucker Career Grant.

### Houston Grand Opera
Nel 1998 diventò un membro del Young Artist Program alla Houston Grand Opera, rimanendo nel programma fino al 2000. Ha debuttato con la compagnia come Malcolm nella produzione del 1998 del Macbeth di Verdi. Durante la sua prima stagione con la compagnia interpretò il conte Elemer in Arabella di Richard Strauss con Renée Fleming nel ruolo principale e sostituì all'ultimo minuto Peter Kazaras ammalato nel ruolo del protagonista nei panni del Capitano Vere in Billy Budd. Ha anche interpretato in particolare Laurie nella prima mondiale di Piccole donne di Mark Adamo insieme a Stephanie Novacek nei panni di Jo e Joyce DiDonato nei panni di Meg. Shelton riprese il ruolo nel 2001 all'HGO in una performance che è stata registrata dal vivo per la trasmissione su Great Performances della PBS e per la pubblicazione su DVD e CD. Da allora ha interpretato il ruolo di Laurie numerose volte, comprese produzioni con la Central City Opera (2001), Opera Omaha (2002), Chautauqua Opera (2002) e New York City Opera (2003).
La carriera di Shelton ha continuato a basarsi in gran parte all'HGO, sebbene si esibisca spesso con altre compagnie negli Stati Uniti e in Europa. Altri ruoli importanti con la compagnia includono Pinkerton in Madama Butterfly (1999) di Giacomo Puccini, Nereo e Wagner in Mefistofele di Boito (1999), Nemorino in L'elisir d'amore (2000) di Gaetano Donizetti, Ferrando in Così fan tutte di Mozart (2001), Arcadio in Florencia en el Amazonas (2001) di Daniel Catán, Janek ne L'affare Makropulos (2002) di Leoš Janáček, Camille de Rosillon ne La vedova allegra (2003) di Franz Lehár, Tamino ne Il flauto magico di Mozart (2004) e Don Jose nella Carmen di Georges Bizet (2006). Ha anche cantato ruoli in molte altre anteprime mondiali all'HGO, tra cui Prisoner n. 1 in Resurrection di Tod Machover (1999), Ulises in Salsipuedes: a Tale of Love, War and Anchovies (2004) di Catán e Nico in Lysistrata di Adamo (2005).
Shelton ha sposato Ana María Martínez nel 2000, mentre lavorava presso HGO. Hanno divorziato nel 2007 e hanno un figlio, Lucas.

### Altre compagnie americane
Shelton si è esibito con numerose compagnie d'opera negli Stati Uniti. Nel 1999 ha debuttato con la Lyric Opera of Kansas City nel ruolo di Ferrando in Così fan tutte. Da allora è tornato in quella compagnia per interpretare Tom Rakewell in The Rake's Progress (2001) e Alfredo in La traviata (2009). Nel 2000 ha debuttato con la Portland Opera nel ruolo di Cassio nell'Otello di Verdi, dove è poi tornato a cantare il ruolo di Belmonte in Il ratto dal serraglio (2005) di Mozart.
Nel 2001 Shelton ha cantato per la prima volta con la Florida Grand Opera nel ruolo di Leo Hubbard in Regina di Mark Blitzstein. Nel 2002 ha debuttato con la Dallas Opera nel ruolo di Jaquino nel Fidelio di Beethoven, per poi tornare a cantare Alfred in Il pipistrello (2008). Nel 2003 ha debuttato con l'Opera Colorado nel ruolo di Don Ottavio nel Don Giovanni di Mozart, il suo debutto con la Madison Opera nel ruolo di Romeo in Romeo e Giulietta di Charles Gounod e il suo debutto con l'Opera di Chicago interpretando Leo Hubbard in Regina. Nello stesso anno è tornato alla Central City Opera come Fernando in Goyescas e il ruolo del protagonista in Pagliacci. Da allora è tornato di nuovo alla Central City Opera per cantare Ottavio (2006) e Alfredo (2007).
Nel 2004 Shelton si è esibito in un'opera oscura, il ruolo di Pilade nell'Ermione di Rossini, in una produzione congiunta con la New York City Opera e l'opera di Dallas. Nello stesso anno ha cantato Sam Polk in Susannah con la Chautauqua Opera e Ferrando con la Kentucky Opera. Nel 2005 debuttò con l'Arizona Opera nel ruolo di Ferrando in Così fan tutte poi tornando lì per cantare il ruolo di Alfredo (2008). Nello stesso anno ha debuttato sia con la Cincinnati Opera che con l'Opera Philadelphia nel ruolo di George in Margaret Garner di Richard Danielpour. Nel 2006 ha cantato nuovamente Alfredo nelle sue prime esibizioni sia con la Nevada Opera che con la Utah Opera. Shelton ha ripreso il ruolo di Nico in Lysistrata al suo debutto a New York alla New York City Opera nel 2006 e all'Opera Columbus nel 2008. Nel 2007 ha debuttato con Opera Pacific nel ruolo di Don Jose in Carmen, tornandovi l'anno successivo per cantare Tamino. Ha debuttato alla San Francisco Opera il 5 ottobre 2007 come il generale di brigata Edward Alexander nella prima mondiale di Appomattox di Philip Glass. Nel 2009 ha cantato il Duca di Mantova nel Rigoletto di Verdi con la Austin Lyric Opera.
Shelton canterà il Duca di Mantova con la Portland Opera e Don Jose con l'Orlando Opera entro la fine dell'anno.

### Carriera lirica internazionale
Shelton ha fatto il suo debutto operistico internazionale nel 2000 con Opera Australia nel ruolo di Belmonte in Il ratto dal serraglio di Mozart. A questo seguì il suo debutto europeo nel 2002 come Mitch in Un tram che si chiama Desiderio di André Previn all'Opéra national du Rhin di Strasburgo. Nel 2005 debuttò con l'Opéra national de Lorraine come Tamino. Vi tornò nel 2006 per cantare il ruolo di Guido Bardi in Eine florentinische Tragödie di Alexander von Zemlinsky e di nuovo nel 2008 per cantare Lysander in A Midsummer Night's Dream di Benjamin Britten.
I futuri impegni internazionali includono il ruolo del protagonista nell'Idomeneo di Mozart con l'Opéra national de Lorraine (2009), Lysander con il Théâtre de Caen (2009) e Don Ottavio con il Grand Théâtre de Genève (2010), tra gli altri.

### Carriera come concertista
Sebbene la carriera di Shelton si sia concentrata principalmente nel campo operistico, non è estraneo al repertorio dei concerti. È stato particolarmente attivo con l'Orchestra del Minnesota con la quale ha inciso numerose registrazioni per l'etichetta Reference, tra cui Le Tombeau d'Edgar Poe di Dominick Argento (1999) e Balkis, Queen of Sheba Suite (2001) di Ottorino Respighi, l'ultimo dei quali ha ottenuto una nomination ai Grammy Award. Altre sue esibizioni con la Minnesota Orchestra includono il ruolo principale in un concerto di Candide di Leonard Bernstein, il Requiem di Mozart, la Sinfonia n. 9 e Diary of One Who Vanished di Janáček (2000).
Shelton ha anche cantato in concerto con la Pacific Symphony, l'Orchestra Filarmonica di Rochester di Rochester e al Colorado Music Festival in spettacoli della Sinfonia n. 9 di Beethoven. Ha anche cantato il Messiah di Händel con l'Orchestra Sinfonica della Virginia e il Requiem di Mozart con il Mormon Tabernacle Choir. Il suo repertorio concertistico comprende anche i Vespri solenni di Mozart e il Magnificat di Bach.